# Ainvelle (Vosges)
Pour les articles homonymes, voir Ainvelle.
Ainvelle  (/ɛ̃.vɛl/) est une commune française située dans le département des Vosges, en région Grand Est.

## Géographie

### Localisation
Ainvelle est située à l'extrême sud-ouest du département, à une altitude moyenne de 404 mètres, et à 8,7 km de Bourbonne-les-Bains, 2,5 de Isches et 3 de Fouchécourt.

### Géologie et relief
La commune est à environ 5 kilomètres de la forêt du Bois Bas.
Grès vosgiens, Calcaires du muschelkalk moyen, Grès Trias inférieur, Domaine triasique et liasique.

### Voies de communications et transports

#### Voies routières
Route départementale n°2 de Mirecourt à Jussey.

#### Transports en commun
- Transports scolaires[4].
- Le réseau Livo est le transport en commun desservant le département des Vosges[5].

##### Lignes SNCF
La gare la plus proche de Ainvelle se trouve à Lamarche (9 kilomètres).

### Sismicité
Commune classée en zone sismique faible,.

### Hydrographie

#### Réseau hydrographique
La commune est située dans le bassin versant de la Saône au sein du Bassin Rhône-Méditerranée-Corse. Elle est drainée par le ruisseau de Ferrière.
En décembre 1999, le village a été victime d'inondations, coulées de boue et de mouvements de terrain. D'autres inondations et coulées de boue avaient déjà eu lieu en juillet 1984 et mai 1983.

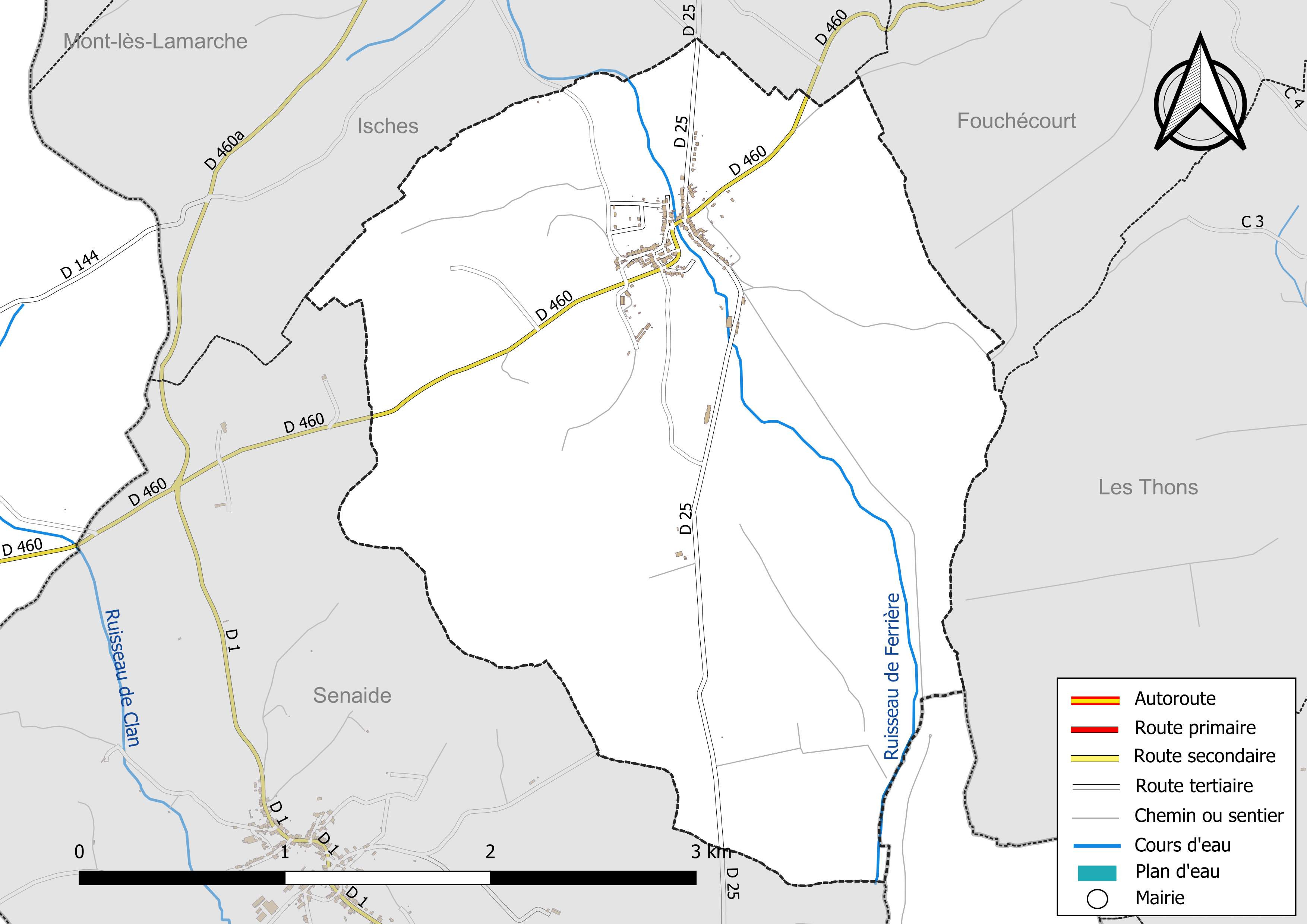
Réseaux hydrographique et routier d'Ainvelle.

#### Gestion et qualité des eaux
Le territoire communal est couvert par le schéma d'aménagement et de gestion des eaux (SAGE) « Nappe des Grès du Trias Inférieur ». Ce document de planification, dont le territoire comprend le périmètre de la zone de répartition des eaux de la nappe des Grès du trias inférieur (GTI), d'une superficie de 1 497 km2,  est en cours d'élaboration. L’objectif poursuivi est de stabiliser les niveaux piézométriques de la nappe des GTI et atteindre l'équilibre entre les prélèvements et la capacité de recharge de la nappe. Il doit être cohérent avec les objectifs de qualité définis dans les SDAGE Rhin-Meuse et Rhône-Méditerranée. La structure porteuse de l'élaboration et de la mise en œuvre est le conseil départemental des Vosges.
La qualité des eaux de baignade et des cours d’eau peut être consultée sur un site dédié géré par les agences de l’eau et l’Agence française pour la biodiversité.

### Climat
Pour des articles plus généraux, voir Climat du Grand Est et Climat des Vosges.
En 2010, le climat de la commune est de type climat de montagne, selon une étude du Centre national de la recherche scientifique s'appuyant sur une série de données couvrant la période 1971-2000. En 2020, Météo-France publie une typologie des climats de la France métropolitaine dans laquelle la commune est exposée à un climat océanique altéré et est dans la région climatique Lorraine, plateau de Langres, Morvan, caractérisée par un hiver rude (1,5 °C), des vents modérés et des brouillards fréquents en automne et hiver.
Pour la période 1971-2000, la température annuelle moyenne est de 9,8 °C, avec une amplitude thermique annuelle de 17,1 °C. Le cumul annuel moyen de précipitations est de 1 112 mm, avec 13,6 jours de précipitations en janvier et 9,8 jours en juillet. Pour la période 1991-2020, la température moyenne annuelle observée sur la station météorologique de Météo-France la plus proche, « Lignéville », sur la commune de Lignéville à 21 km à vol d'oiseau, est de 10,3 °C et le cumul annuel moyen de précipitations est de 856,3 mm. 
La température maximale relevée sur cette station est de 38,7 °C, atteinte le 25 juillet 2019 ; la température minimale est de −17,5 °C, atteinte le 20 décembre 2009,,.
Les paramètres climatiques de la commune ont été estimés pour le milieu du siècle (2041-2070) selon différents scénarios d'émission de gaz à effet de serre à partir des nouvelles projections climatiques de référence DRIAS-2020. Ils sont consultables sur un site dédié publié par Météo-France en novembre 2022.

## Urbanisme

### Typologie
Au 1er janvier 2024, Ainvelle est catégorisée commune rurale à habitat dispersé, selon la nouvelle grille communale de densité à sept niveaux définie par l'Insee en 2022.
Elle est située hors unité urbaine et hors attraction des villes,.

### Occupation des sols
L'occupation des sols de la commune, telle qu'elle ressort de la base de données européenne d’occupation biophysique des sols Corine Land Cover (CLC), est marquée par l'importance des territoires agricoles (69,1 % en 2018), en diminution par rapport à 1990 (71,8 %). La répartition détaillée en 2018 est la suivante : 
terres arables (31,4 %), prairies (31,4 %), forêts (27,2 %), zones agricoles hétérogènes (6,2 %), zones urbanisées (3,7 %). L'évolution de l’occupation des sols de la commune et de ses infrastructures peut être observée sur les différentes représentations cartographiques du territoire : la carte de Cassini (XVIIIe siècle), la carte d'état-major (1820-1866) et les cartes ou photos aériennes de l'IGN pour la période actuelle (1950 à aujourd'hui).

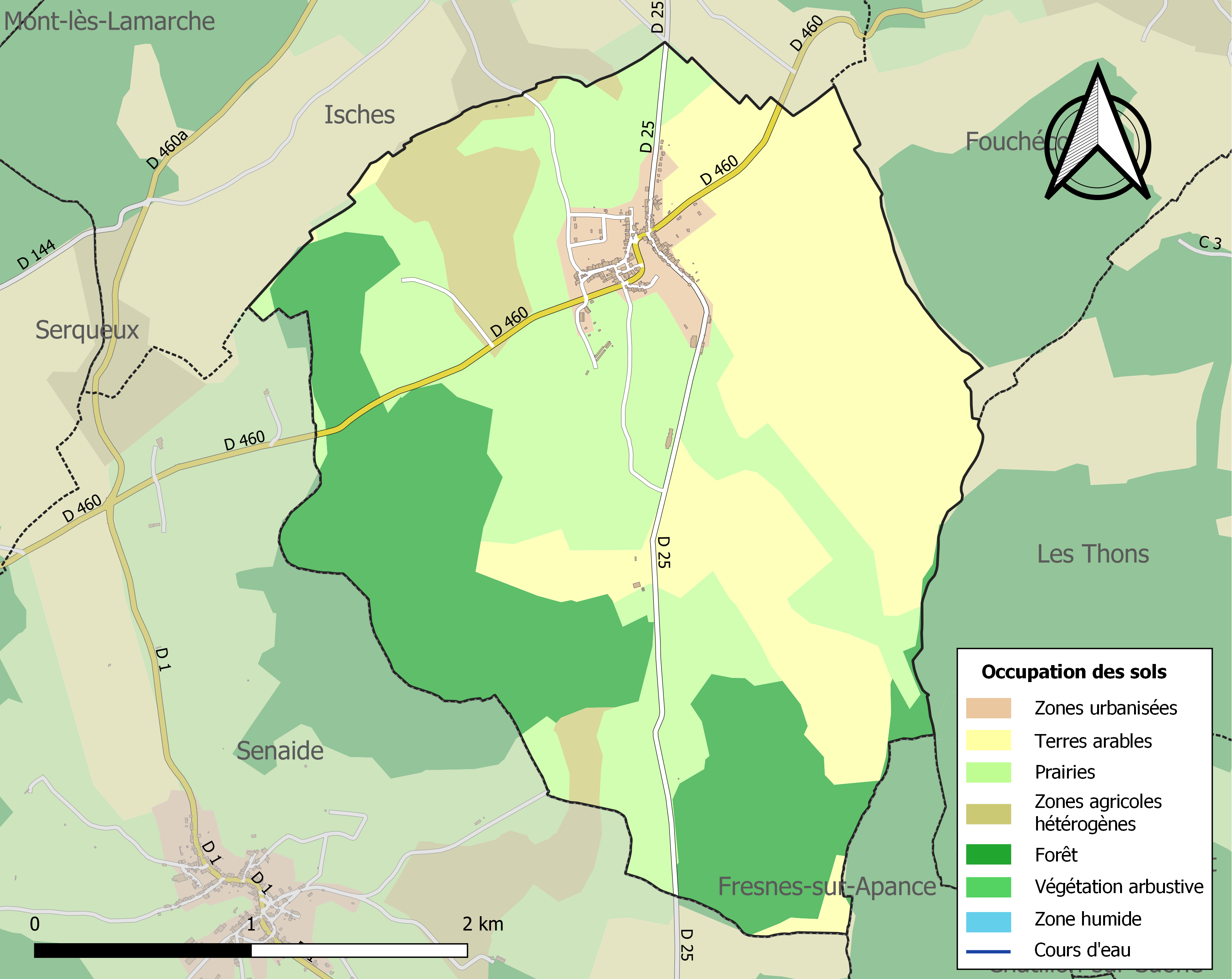
Carte des infrastructures et de l'occupation des sols de la commune en 2018 (CLC).

## Toponymie
Le nom de la localité est attesté sous les formes Onivilla en 1136 (Gall. chr., XV, instr., 30), Ainvelle en 1211, Ainville en 1263, Ainvilla en 1577, Invelle, Insvelle en 1737.
Il s'agit d'une formation toponymique médiévale en -ville au sens ancien de « domaine rural ». En vosgien et franc-comtois, -velle est une forme dialectale de -ville.
 Le premier élément Ain- correspond à un anthroponyme selon le cas général. On croit y reconnaître le nom de personne germanique Agio > Aio au cas régime (ce qui explique le /n/ qui résulte de la désinence de a(g)ion-) comme dans Ancourt (Seine-Maritime, Aione corte 734, Aencourt 1153). Cependant si la forme Onivilla de 1136 est juste, cette solution n'est sans doute pas la bonne, la forme romane devait être *Oinville dont l'évolution phonétique en Ainville est tout à fait possible.

## Histoire
Des outils montrent que le lieu avait été habité au Paléolithique. Une villa gallo-romaine a été construite au Ier siècle. Elle fut sans doute détruite par les Alamans vers 275, repoussés en 282 et qui reviendront en Gaule vers 406.
Le nom du village d’Ainvelle est mentionné dans un titre datant de 1291 lors d’une demande d’échange d’hommes entre l’abbé de Flabémont et Henri, comte de Bar.
La commune dépendait en 1751 du bailliage de Lamarche.
Au spirituel, Ainvelle dépendait de la paroisse de Lamarche, doyenné de Faverney.
De 1790 à l'an X, Ainvelle a fait partie du district de Lamarche et du canton d’Isches. En 1795, Ainvelle comptait 500 personnes. En 1830, la population de ce village atteignait 589 habitants. En 1845, 623 personnes habitent Ainvelle. Ce chiffre tombe à 379 en 1903. À cette époque, l'industrie locale comprend deux fabriques de plâtre, une de charbon de bois ainsi qu'une fabrique d'huile qui fonctionnait depuis 1730.

## Politique et administration
| Période                                  | Période  | Identité         | Étiquette | Qualité |
| ---------------------------------------- | -------- | ---------------- | --------- | ------- |
| Les données manquantes sont à compléter. |          |                  |           |         |
| Avant mars 2001                          | mai 2020 | Bernard Defrain  |           |         |
| mai 2020                                 | En cours | Thierry Hubrecht | LR        |         |

### Budget et fiscalité 2022

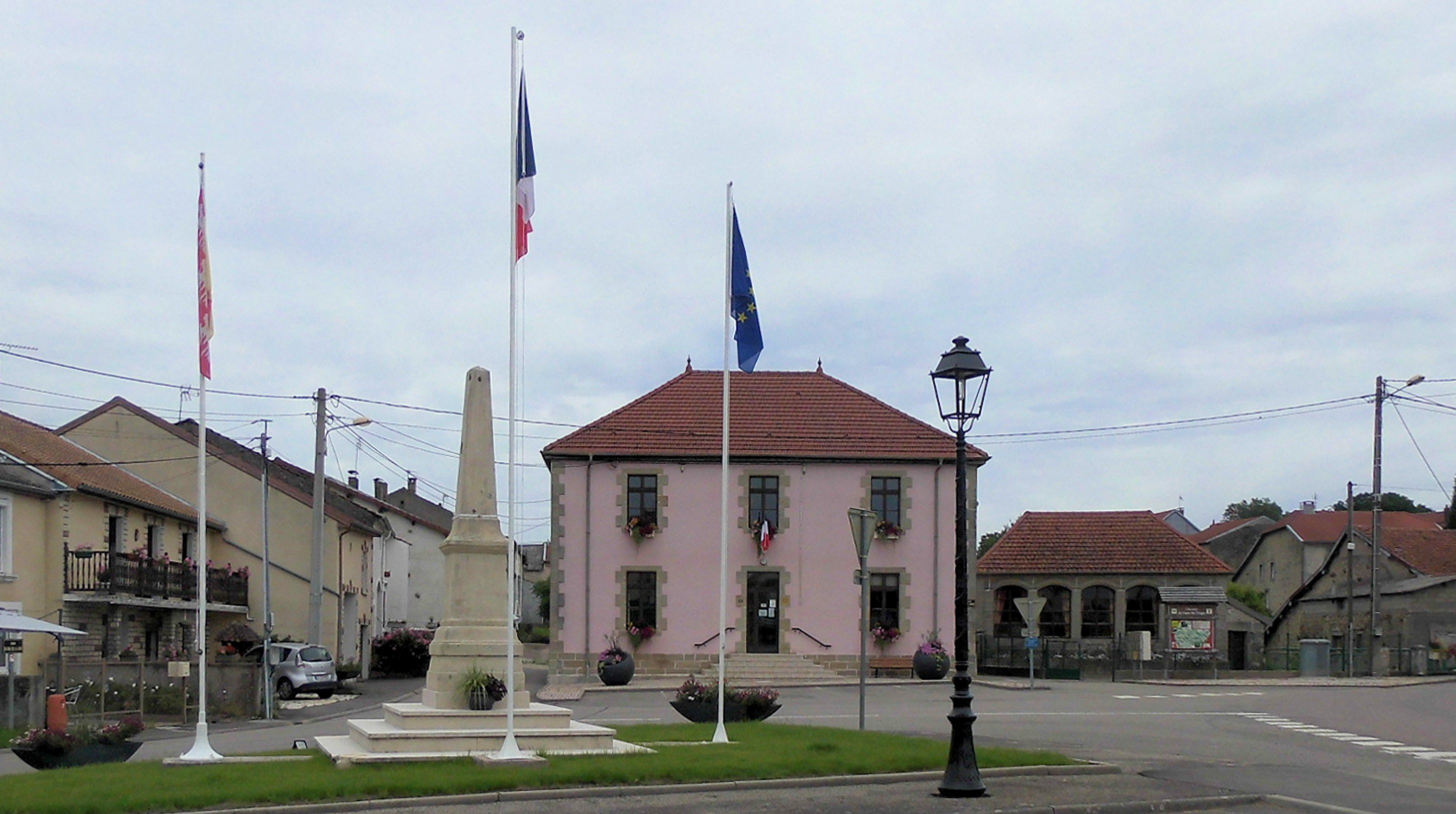
La mairie et le monument aux morts.

En 2022, le budget de la commune était constitué ainsi :
- total des produits de fonctionnement : 120 000 €, soit 860 € par habitant ;
- total des charges de fonctionnement : 103 000 €, soit 743 € par habitant ;
- total des ressources d'investissement : 52 000 €, soit 371 € par habitant ;
- total des emplois d'investissement : 38 000 €, soit 274 € par habitant ;
- endettement : 115 000 €, soit 820 € par habitant.

Avec les taux de fiscalité suivants :
- taxe d'habitation : 13,44 % ;
- taxe foncière sur les propriétés bâties : 34,50 % ;
- taxe foncière sur les propriétés non bâties : 16,74 % ;
- taxe additionnelle à la taxe foncière sur les propriétés non bâties : 0,00 % ;
- cotisation foncière des entreprises : 0,00 %.

Chiffres clés Revenus et pauvreté des ménages en 2021 : médiane en 2021 du revenu disponible, par unité de consommation : 23 560 €.

### Intercommunalité
Initialement membre de la Communauté de communes des Marches de Lorraine, qui a fusionné avec deux autres EPCI pour former la communauté de communes des Vosges Côté Sud Ouest au 1er janvier 2017.

### Urbanisme et protection de l'environnement
Par Décision n° 397923 du 18 décembre 2017, le Conseil d’État a annulé le Schéma Régional Éolien (SRCAE/SRE) de la Lorraine, concernant notamment cette commune, et rejeté le pourvoi de la ministre de l'environnement, de l'énergie et de la mer, chargée des relations internationales sur le climat.

## Population et société

### Démographie
Les habitants sont nommés les Ainvellois .

#### Évolution démographique
L'évolution du nombre d'habitants est connue à travers les recensements de la population effectués dans la commune depuis 1793. Pour les communes de moins de 10 000 habitants, une enquête de recensement portant sur toute la population est réalisée tous les cinq ans, les populations de référence des années intermédiaires étant quant à elles estimées par interpolation ou extrapolation. Pour la commune, le premier recensement exhaustif entrant dans le cadre du nouveau dispositif a été réalisé en 2007.

En 2022, la commune comptait 136 habitants, en évolution de −9,93 % par rapport à 2016 (Vosges : −2,96 %, France hors Mayotte : +2,11 %).
| 1793 | 1800 | 1806 | 1821 | 1831 | 1836 | 1841 | 1846 | 1856 |
| ---- | ---- | ---- | ---- | ---- | ---- | ---- | ---- | ---- |
| 417  | 510  | 505  | 527  | 584  | 581  | 623  | 620  | 530  |

| 1861 | 1866 | 1876 | 1881 | 1886 | 1891 | 1896 | 1901 | 1906 |
| ---- | ---- | ---- | ---- | ---- | ---- | ---- | ---- | ---- |
| 526  | 523  | 479  | 462  | 432  | 453  | 395  | 379  | 401  |

| 1911 | 1921 | 1926 | 1931 | 1936 | 1946 | 1954 | 1962 | 1968 |
| ---- | ---- | ---- | ---- | ---- | ---- | ---- | ---- | ---- |
| 362  | 309  | 253  | 252  | 258  | 237  | 206  | 205  | 179  |

| 1975 | 1982 | 1990 | 1999 | 2006 | 2007 | 2012 | 2017 | 2022 |
| ---- | ---- | ---- | ---- | ---- | ---- | ---- | ---- | ---- |
| 179  | 168  | 154  | 148  | 159  | 161  | 165  | 142  | 136  |

### Enseignement
- École élémentaire publique, Académie de Nancy-Metz.
- Collèges à Bourbonne-les-Bains, Lamarche[34].

### Santé
Médecins et professionnels de santé à Lamarche.

### Cultes
Culte catholique. Paroisse : Bienheureux Jean Baptiste Menestrel. Diocèse de Saint-Dié.

## Économie

### Entreprises et commerces

#### Agriculture
- Culture de céréales, de légumineuses et de graines oléagineuses.
- Coopérative Agricole Lorraine.
- Le moulin de Jacques[37].

#### Tourisme
- Hébergements et restauration : hôtels à Isches, Fouchécourt, Mont-lès-Lamarche.

## Culture locale et patrimoine

### Lieux et monuments
- Un inventaire des fermes et maisons a été réalisé par le service régional de l'Inventaire général du patrimoine culturel[38].
- Deux sites gallo-romains, dont la villa gallo-romaine « La Roye Demange »[39].
- Moulin à huile[40],[41],[42].
- Église Saint-Pierre-aux-Liens : en 1844, les plans d'une église sont établis : toutefois, en 1854 l'église n'a pas pu être construite exactement selon les plans par faute de moyens[43].
- Monument aux morts : conflits commémorés 1914-1918 et 1939-1945[44].
- Patrimoine architectural rural recensé par le service de l'Inventaire général du patrimoine culturel[45].

### Gastronomie
La commune se trouve sur le territoire du gruyère, ainsi que du miel de sapin des Vosges et des eaux-de-vie des mirabelles de Lorraine.

### Personnalités liées à la commune
- Marie-Charles Pierfitte (1847-1910), nommé curé d'Ainvelle en 1877, de Portieux en 1887, puis Chanoine de Saint-Dié[46].

## Pour approfondir